# Калпепер (округ, Вірджинія)
38°29′ пн. ш. 77°58′ зх. д. / 38.49° пн. ш. 77.96° зх. д.
Округ  Калпепер (англ. Culpeper County) — округ (графство) у штаті  Вірджинія, США. Ідентифікатор округу 51047.

## Історія
Округ утворений 1749 року.

## Демографія
За даними перепису 2000 року загальне населення округу становило 34262 осіб, зокрема міського населення було 9530, а сільського — 24732. Серед мешканців округу чоловіків було 17411, а жінок — 16851. В окрузі було 12141 домогосподарство, 9050 родин, які мешкали в 12871 будинках. Середній розмір родини становив 3,08.
Віковий розподіл населення поданий у таблиці:
| Стать    | До 15 років | 15-21 | 22-29 | 30-39 | 40-49 | 50-65 | 65-85 | Понад 85 |
| -------- | ----------- | ----- | ----- | ----- | ----- | ----- | ----- | -------- |
| Чоловіки | 3654        | 1722  | 1757  | 2919  | 2851  | 2760  | 1626  | 122      |
| Жінки    | 3621        | 1399  | 1538  | 2648  | 2649  | 2680  | 2012  | 304      |

## Суміжні округи
- Фокір — північ
- Стаффорд — схід
- Спотсильванія — південний схід
- Орандж — південь
- Медісон — південний захід
- Раппаганнок — північний захід

## Виноски
1. ↑  US Decennial Census. US Census Bureau. Архів оригіналу за 26 квітня 2015. Процитовано 1 січня 2014.
2. ↑  Historical Census Browser. University of Virginia Library. Архів оригіналу за 12 грудня 2009. Процитовано 1 січня 2014.
3. ↑  Population of Counties by Decennial Census: 1900 to 1990. US Census Bureau. Архів оригіналу за 15 грудня 2013. Процитовано 1 січня 2014.
4. ↑  Census 2000 PHC-T-4. Ranking Tables for Counties: 1990 and 2000 (PDF). US Census Bureau. Архів оригіналу (PDF) за 18 грудня 2014. Процитовано 1 січня 2014.
5. ↑  American FactFinder. Бюро перепису населення США. Архів оригіналу за 29 липня 2011. Процитовано 31 січня 2008.

| США | Це незавершена стаття з географії США. Ви можете допомогти проєкту, виправивши або дописавши її. |